# Iain MacAonghais
Iain MacAonghais (en anglès: John MacInnes; Uig, Escòcia, 3 d'abril de 1930 - 11 de maig de 2019) va ser un estudiós del gaèlic escocès, escriptor i erudit escocès. Era un expert de la tradició oral gaèlica, i el 2006 el seu llibre Dùthchas nan Gàidheal (Tradicions dels gaels) li feu guanyar el Premi Saltire. Se l'ha qualificat molt sovint de "darrer estudiós nadiu del gaèlic".

## Biografia
Iain MacAonghais va nàixer el 1930 a Uig, un poblet de l'illa de Lewis. Tots dos pares Ruairidh MacInnes, un ministre de l'Església d'Escòcia, i la seva dona Morag eren locutors nadius de gaèlic. Quan va fer 8 anys, la família es va instal·lar a l'illa de Raasay on va créixer. Gràcies als contactes amb els seus parents de l'illa de Skye, va poder aprofundir més encara els seus coneixements de la llengua, les tradicions i la música d'Escòcia. Quan va ser alumne de l'escola secundària de Portree (illa de Skye), on havia d'anar la majoria de la mainada de la seva illa, es va confrontar al fet que tot el funcionament de l'escola era en anglès.
Va començar els seus estudis a la Universitat d'Edimburg el 1948 on estudià anglès antic, filosofia i nòrdic antic. El 1958, MacAonghais esdevingué docent a l'Escola d'Estudis Escocesos, entitat afiliada a la Universitat de la capital, on passà molts any fent recerca de terreny amb els locutors de gaèlic d'Escòcia i de Nova Escòcia, al Canadà.
Va continuar treballant a l'Escola durant més de 30 anys fins que es retirà el 1993.

## Obres
- Scottish Gaelic in Three Months amb Robert O'Mullaly (1998)
- Dùthchas nan Gàidheal. Selected Essays of JohnMacInnes editat per Michael Newton (2006)